# Bergsunds Mekaniska Verkstads
Bergsunds Mekaniska Verkstads AB war eine schwedische Maschinen- und Schiffbaugesellschaft am Liljeholmsvik in Bergsund, am westlichen Ende von Södermalm in Stockholm.

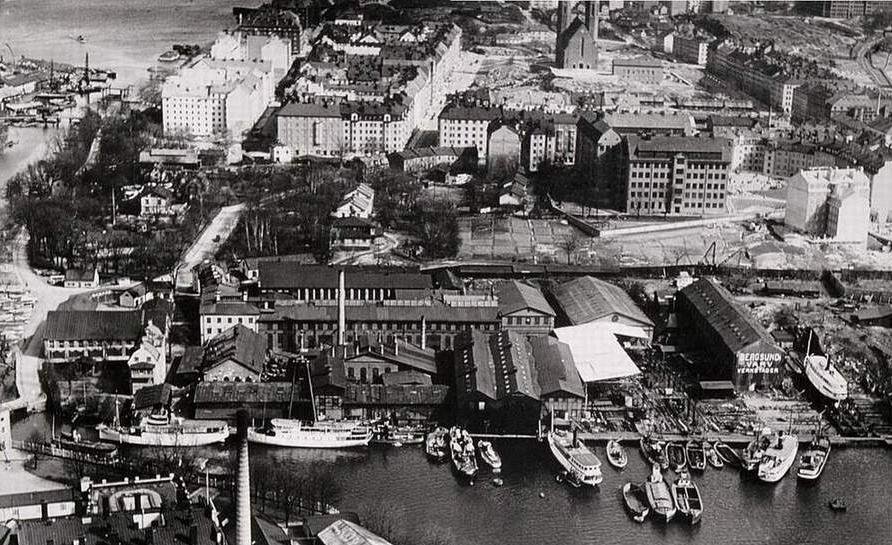
Die Bergsunds Werft, 1920er Jahre

## Geschichte
Das Unternehmen wurde 1769 von dem schottischen Einwanderer Thomas Lewis als Eisengießerei gegründet und blühte schnell auf. 1807 baute es, unter der Leitung des damaligen Werkmeisters Samuel Owen, die erste in Schweden selbst entwickelte Dampfmaschine.
In den 1840er Jahren kauften O. Telander und A.P.L. Hamari den Betrieb und erweiterten ihn durch den Bau einer Slipanlage zu einer Werft. 1860 beschäftigte Bergsunds 525 Arbeiter und war Stockholms größte Werft. Zwei Jahre später kaufte der Großhandelskaufmann A.V. Frestadius den Betrieb. 1867 wurde das Unternehmen in eine Aktiebolag umgewandelt.

## Erweiterung
Da die Größe bei Bergsunds gebauter oder reparierter Schiffe durch die Schleuse Slussen zum Saltsjön erheblich begrenzt war, kaufte man 1874 das Eisen- und Drahtwerk Finnboda am Saltsjön in Nacka und errichtete dort eine Werftanlage für wesentlich größere Schiffe. Zunächst war die Anlage nur für Reparaturen gedacht, aber schon bald erhielt Bergsunds Bauaufträge aus dem Ausland, insbesondere Russland, und erweiterte die Anlage dementsprechend. Das erste dort gebaute Schiff war 1882 der Frachtdampfer Talmud für Ludwig Nobel in Sankt Petersburg. In den Jahren bis zur Jahrhundertwende entwickelte sich die Werft zu einer der größten in Schweden, nur übertroffen durch die Götaverken in Göteborg. Für die schwedische Marine baute Bergsunds in den 1890er Jahren u. a. die Panzerschiffe Thule (1893) und Oden (1896) und 1905/06 den einzigen Panzerkreuzer der schwedischen Flotte Fylgia. Neben Schiffbau und Schiffsrepaturen war in diesen Jahren die Herstellung von gusseisernen Brücken ein wichtiger Geschäftszweig des Unternehmens. Bis 1905 fertigte Bergsunds insgesamt 762 Eisenbahn- und Straßenbrücken. Hinzu kam in den frühen 1900er Jahren die Produktion von Verbrennungs-Motoren.

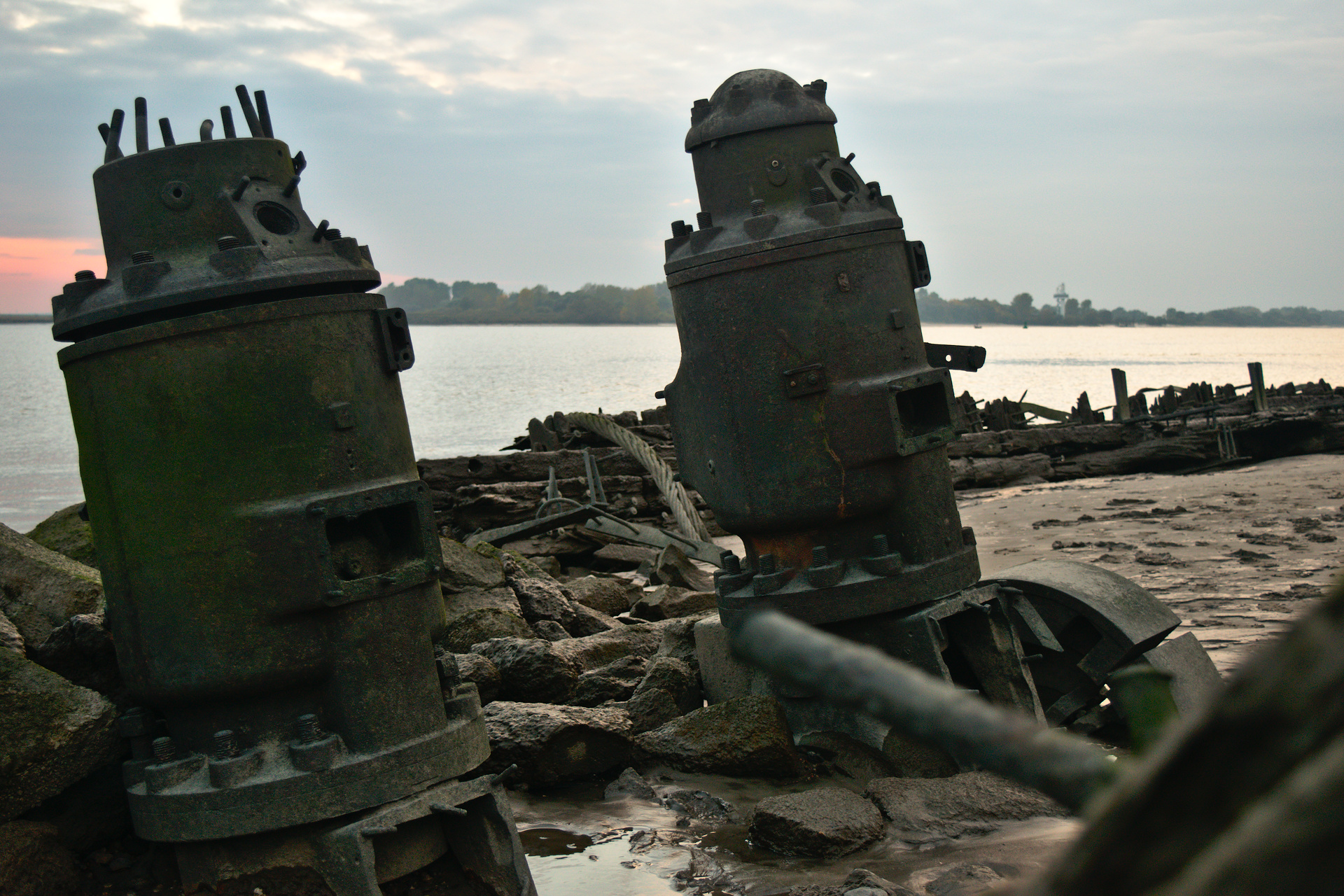
Vierzylinder-Glühkopf-Rohölmotor der Bergsunds Mekaniska Verkstad

Nach Beginn des Ersten Weltkriegs geriet das Unternehmen wegen der starken Beeinträchtigungen in Handel und Schiffsverkehr in finanzielle Schwierigkeiten. 1916 wurde die Finnboda Werft an die Stockholms Rederi AB Svea verkauft.
Bergsunds musste 1924 Konkurs anmelden, wurde nach einer Umstrukturierung noch bis 1929 betrieben, dann aber liquidiert. Die Fertigungsanlagen wurden abgerissen und machten Platz für Wohngebäude.
Koordinaten: 59° 19′ 2″ N, 18° 1′ 37″ O